# Разительный (сторожевой корабль)
«Разительный» — сторожевой корабль проекта 1135М (шифр «Буревестник», англ. Krivak-II class по классификации НАТО) Черноморского флота ВМФ СССР. В составе 30-й дивизии противолодочных кораблей. Неоднократно проходил боевые службы в Средиземном море в составе 5-й Средиземноморской эскадры кораблей ВМФ. С 1 августа 1997 года входил в состав Военно-Морских Сил Украины, где получил название «Севастополь». Бортовой номер U132.

## Особенности проекта
Проект 1135М является эволюцией проектом больших противолодочных кораблей 1135, который был создан на перекрестке двух направлений в эволюции противолодочных кораблей советского флота — малых (проекты 159 и 35) и больших (проект 61). В то время Советский ВМФ выходил в мировой океан, и его главной задачей считалась борьба с атомными подводными лодками потенциального противника.
Тактико-техническое задание на проект 1135 было сформировано в 1964 году. Основное назначение сторожевого корабля было «длительное патрулирование с целью поиска и уничтожения подводных лодок противника и охранение кораблей и судов на переходе морем». В результате был создан удачный проект газотурбинного корабля, способного действовать в морской зоне. Впервые на отечественном корабле относительно небольшого водоизмещения удалось разместить мощное противолодочное вооружение, включая ПЛРК «Метель».
Проект 1135М является дальнейшей модернизацией проекта 1135: на кораблях проекта артиллерийский комплекс АК-726-МР-105 со спаренными 76-мм артустановками заменен более мощным АК-100-МР-145 с двумя 100-мм пушками АУ АК-100, противолодочный ракетный комплекс заменен более современным УРПК-5 «Раструб» с ракетоторпедой 85РУ, способной поражать не только подводные, но и надводные цели, установлены более мощные гидролокаторы, что привело к увеличению водоизмещения на 140 тонн.
Всего в 1973—1981 годах было построено 11 сторожевых кораблей проекта 1135М.

## История корабля

### Черноморский флот ВМФ СССР
Большой противолодочный корабль «Разительный» «(заводской № С-161)» был зачислен в списки кораблей ВМФ СССР 5 июня 1974 года. заложен на Калининградском судостроительном заводе «Янтарь» 11 февраля 1975 года. Спущен на воду 1 июля 1976 года.
В апреле 1976 года на Черноморском флоте был сформирован экипаж корабля, который в июне того же года двумя командами отбыл в Калининград. Заселение экипажа на корабль произошло 10—11 октября, 27 ноября на корабле был поднят флаг ВМФ СССР. Подписание Акта о принятии корабля в состав ВМФ состоялось 31 декабря 1976 года в Балтийске, после чего корабль совершил самостоятельный межфлотский переход в Севастополь, где 5 февраля 1977 года был включен в состав 30-й дивизии противолодочных кораблей Черноморского флота. 28 июня в том же году ВПК «Разительный» переклассифицирован в сторожевой корабль (СКР).
В начале 1980-х неоднократно выходил на боевые службы в Средиземное море в составе 5-й Средиземноморской эскадры кораблей ВМФ: в период с ноября 1979-го по март 1980 года — боевая служба с заходом в порт Сплит, Хорватия (25-30.12.1979), слежка за авианосной многоцелевой группой авианосца «Нимиц» ВМС США; февраль — май 1981-го — боевая служба с заходом в порт Бизерта, Тунис (24-29.04.1981), участие в стратегических учениях «Юг-81», слежение за авм «Америка», затем за авм «Форрестол»; июнь — сентябрь 1981-го — боевая служба, участие в арабо-израильском конфликте, слежение за авм «Форрестол» и удк «Нассау», визит в Триполи, Ливия (25-30.07.1981).
В 1984 году совершил атлантический поход с заходом в порт Гавана, Куба (28.12.1984 — 02.01.1985). А в 1989 году совершил визит в порт Констанца, Румыния (24-28.04.1989).

### ВМФ России
21 июля 1992 года участвовал в преследовании и попытке перехватить сторожевой корабль Крымской военно-морской базы СКР-112, на котором был поднят военно-морской флаг Украины.
Во время выхода СКР «Разительный» на ходовые испытания после ремонта, сразу же после прохождения боновых ворот Севастопольской бухты на корабле была объявлена «Боевая тревога». В тракт подачи артиллерийских установок АК-100 в линии АУТ были поданы снаряды, а ракеты ЗРК «Оса» перестыкованы в боевые разъёмы. Была подготовлена и десантная бригада (но без огнестрельного оружия).
Около 17:00 при попытке «Разительный» и МПК-93 перехватить СКР-112, в МПК-93 вышел из строя рулевой прибор и он с позиции курсового угла правого борта относительно «Разительный» 20-30° начал описывать циркуляцию влево, пересек курс сторожевика по носу и дальше проходя циркуляцию в направлении его кормы, пройдя от неё в кратчайшей дистанции около 5 метров. Только случайность и умелое маневрирование командира «Разительного» капитан 2 ранга Александра Силина предотвратили катастрофу.
Во время грузино-абхазского конфликта, 11 октября 1992 года «Разительный» с группой кораблей ЧФ прибыл к побережью Абхазии, где должен был обеспечивать переговоры лидеров России, Грузии и Абхазии в Сухум 14 октября (переговоры так и не состоялись). Позже он участвовал в операции по эвакуации кораблями Черноморского флота населения из Поти.

### ВМФ Украины
14 июля 1997 года, согласно украинско-российскому соглашению о параметрах раздела Черноморского флота начался процесс передачи корабля ВМС Украины. В состав Военно-Морских Сил Украины корабль вошёл 1 августа 1997 года, где получил название «Севастополь» и бортовой номер U132, а также был переклассифицирован во фрегат.
Из-за отсутствия средств на ремонт и восстановление технической готовности корабля в ВМС Украины как боевая единица не использовался. 30 ноября 2004 года распоряжением Кабинета Министров Украины списан из состава флота. Разоружён корабль в 2005 году продан ВМС Турции как мишень для стрельб. Отбуксирован в Стамбул 6 июля 2006 года.

## Командиры

### ВМФ СССР
- капитан 2-го ранга Константин Клепиков[1].

- Гарамов, Олег Юрьевич[8].
- капитан 2-го ранга Александр Силин

### ВМС Украины
- капитан 2-го ранга Тарасов, Андрей Андреевич (2001—2002).